# San Cayetano Istepeque
San Cayetano Istepeque es un distrito del municipio de San Vicente Sur en el departamento de San Vicente, El Salvador, de acuerdo al censo de población y vivienda de 2024 cuenta con una población de 4.184 habitantes, lo que lo convierte en el distrito número 12 de 13 en el departamento en términos de población y el número 209 a nivel nacional.

## Historia

### Orígenes y Etimología
Ixtepeque es una población pipil precolombina y marcaba en la antigua provincia de Cuzcatlan la mayor penetración hacia los pueblos de idioma náhuat. Ixtepeque significa en este idioma “Cerro de Obsidianas”, pues proviene de Itz (obsidiana o vidrio volcánico) y Tepec (cerro, montaña, localidad). Su nombre honra a Cayetano de Thiene, santo de la iglesia católica.

### Época colonial
En 1550 tenía unos 375 habitantes. En una carta informe del Oidor Don Diego de Palacio al Rey Felipe II, de 8 de marzo de 1576, se encuentra el párrafo que textualmente dice:
“A la par del Norte de dicho Volcán (de San Vicente 0 Chinchontepec), esta un lugar que se dice Ixtepeque, y en sus términos unos manantiales de agua caliente (ausoles o  Infiernillos), tienen mucha lumbre y Azufre; en todo aquel (distrito) alrededor hay muchos árboles y hierbas para buenos efectos y en especial están los montes llenos de la Raíz de Michoacán."
En 1740, según el alcalde mayor de San Salvador don Manuel de Gálvez Corral, San Cristóbal Ixtepeque tenía 60 indios tributarios o jefes de familia; es decir, unos 300 habitantes.
Don Antonio Gutiérrez y Ulloa, en 1807, agregan que en Ixtepeque se cultiva tabaco, al que se le da bastante preferencia, y maíces, y en sus tierras comunes se hacen varios sitios pequeños de ganado. Su temperamento es cálido y vaporoso en todo tiempo, particularmente en la época de lluvia.
Entre Ixtepeque y San Vicente, a unos 600 metros de aquel, se formó en el terreno llamado antiguamente los “Cacahuatales”, un poblado de ladinos con el nombre de San Cayetano.

### Maldición y destrucción
Los indígenas de Ixtepeque tenían fama a principios del siglo por ser grandes brujos, y en sus hechicerías participaban ladinos, mulatos y negros. 
En 1812, el padre Ignacio Perdomo, oriundo de San Vicente y cura de Tepetitan, lanzó una maldición contra el pueblo de Ixtepeque, que era ajeno a su parroquia, acusando a sus vecinos de ser brujos empedernidos, hombres perversos y vasallos abandonados sin temor de Dios ni del Rey.
La maldición del padre Perdomo tuvo los efectos esperados: los habitantes honrados de Ixtepeque, temerosos, empezaron a abandonar la población, trasladándose a otros lugares, principalmente a la Zona de San Cayetano, a donde no les alcanzara la maldición.

### Época pos-independencia
Las pocas familias que quedaron en el pueblo maldito fueron casi completamente destruidas por las epidemias del cólera morbus de 1837 a 1857, que naturalmente fueron atribuidas a la maldición.
Dice el Doctor Leopoldo A. Rodríguez que “El Supremo Gobierno decretó en 1859 la extinción de Ixtepeque, porque habían disminuido de tal manera sus habitantes que ya no reunía el número que la ley exigía para que fuera pueblo y quedó adscrito como barrio a la Ciudad de San Vicente”.
Durante la administración del Dr. Rafael Zaldívar y por decreto legislativo de 27 de febrero de 1882, los valles de San Cayetano e Ixtepeque se erigieron en pueblo, con el nombre de San Cayetano Istepeque.
Igualmente, el decreto legislativo de referencia acordó que “las Autoridades de dicho pueblo residan en San Cayetano”.
La primera municipalidad del nuevo pueblo de San Cayetano Istepeque estuvo constituida así: Eustaquio Amaya, Alcalde; Dionisio Valladares, Primer Regidor; Manuel Granada, Segundo Regidor y Salvador Marroquín, Síndico Municipal.
Empezando en la madrugada del sábado 25 de marzo de 1899, una serie de terremotos afectó el área alrededor de la ciudad de San Vicente y afectó a San Cayetano Istepeque. En San Cayetano Istepeque, se habían deteriorado algunas casas de particulares y el cabildo, pero solamente en el repello y tejados.
Durante la Administración del General don Tomás Regalado y por Decreto Legislativo del 12 de mayo de 1902, se anexó a San Vicente, en calidad de barrio, el pueblo de San Cayetano Istepeque, por lo cual las Autoridades electas en este pueblo cesaron en sus funciones.
El 4 de abril de 1908 la Asamblea Legislativa emitió un decreto, en virtud del cual se erigió nuevamente en pueblo el barrio vicentino de San Cayetano Istepeque.
- Tomado de: “Historia de El Salvador, sus Villas, Pueblos y Ciudades”, CONCULTURA.

## San Cristóbal
- Cristóbal significa:  “El que carga o portador de Cristo”

San Cristóbal era un popular gigantón que antaño podía verse con su barba y su cayado en todas las puertas de las ciudades. Era creencia común que bastaba mirar su imagen para que el viajero se viese libre de todo peligro durante aquel día. Hoy, que se suele viajar en coche, los automovilistas piadosos llevan una medalla de San Cristóbal junto al volante. Cristóbal se apostó en un río por donde pasaban incontables viajeros a los que él llevaba hasta la otra orilla.
Un día, cruzaba tímido y fatigado los ríos. Dios quiso probar su fortaleza y se le apareció un niño para pedirle el favor de que lo pasara a la otra orilla. Cristóbal le obedeció y cuando cruzaba la corriente cargado con el niño, a mitad del río su peso se hizo insoportable y solo a costa de enormes esfuerzos consiguió llegar a la orilla. Cristóbal llevaba en hombros más que el universo entero, al mismo Dios que lo creó y redimió. 
¿Quién eres, niño, que me pesabas tanto que parecía que transportaba el mundo entero? 
Tienes razón, le dijo el Niño. Peso más que el mundo entero, pues soy el Creador del mundo. Yo soy Cristo. Me buscabas y me has encontrado. Desde ahora te llamarás Cristóbal, el Portador de Cristo. Cuando ayudes a cualquiera a pasar el río, me ayudarás a mí.
San Cristóbal es un santo muy popular y poetas modernos, como García Lorca y Antonio Machado le han cantado con inspiradas estrofas. Su efigie, siempre colosal y gigantesca, decora muchísimas catedrales en todo el mundo, como la de Toledo y la Iglesia Católica de Ixtepeque y nos inspira a todos protección y confianza.
Sus admiradores, para simbolizar su fortaleza, su amor a Cristo y la excelencia de sus virtudes, le representaron de gran corpulencia, con Jesús sobre los hombros y con un árbol lleno de hojas por báculo. 
Se le considera patrono de los transportistas y automovilistas.